# Guglia (építészet)

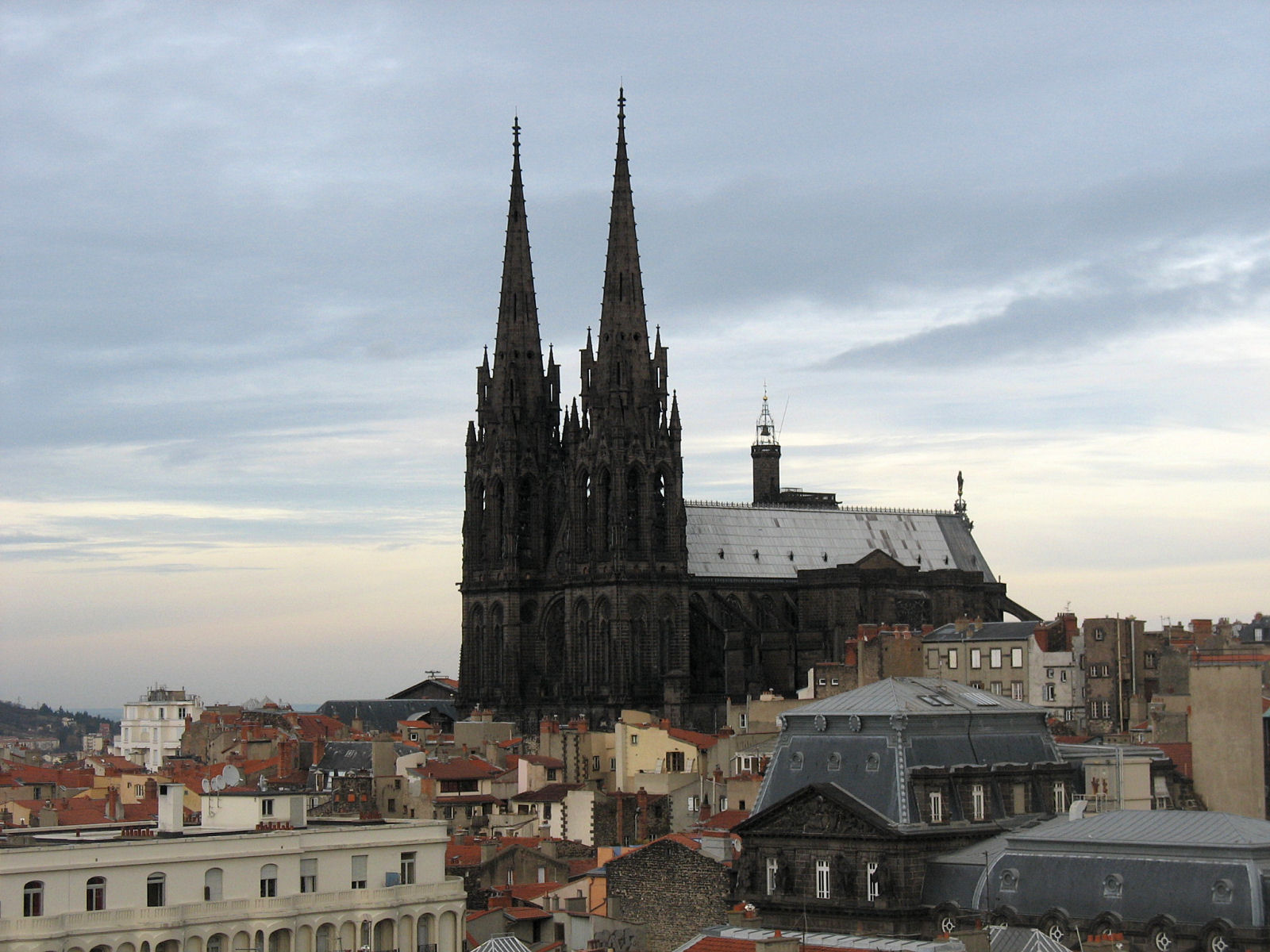
A clermont-ferrandi székesegyház (Franciaország) gugliái

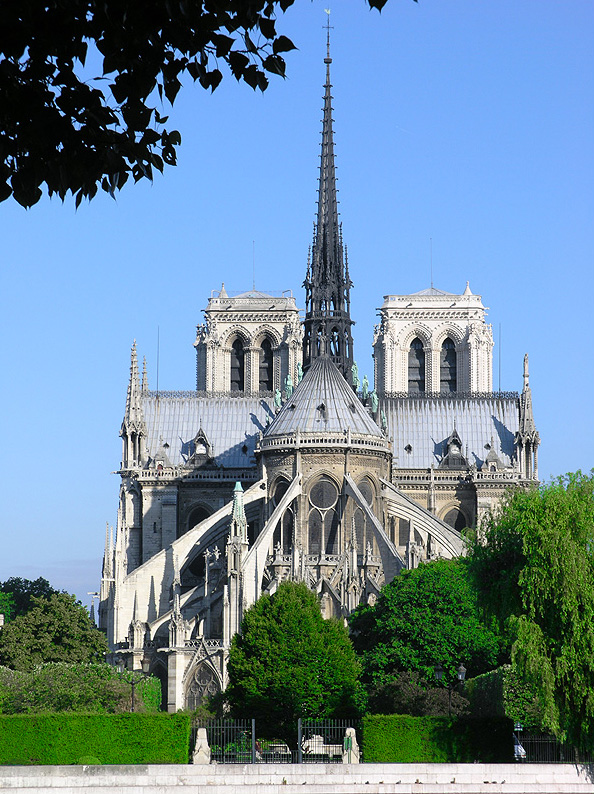
A párizsi csúcsíves Notre Dame fedelén, a fő- és a kereszthajójának metszéspontján álló guglia a „huszártorony”

A guglia dekoratív gúla vagy kúp alakú toronysisak. Magas, vékony építészeti elem, amelyet templomok, harangtornyok, tornyok stb. tetejének díszítésére használtak. Tipikusan, de nem kizárólag a gótikus építészetre jellemző.

## Leírása
Ha egy pillér folytatása, olaszul pinnacolo a neve. A pinnacolo eleinte szerkezeti funkcióval bírt, célja egy vízszintes ív vagy boltozat okozta nyomás elosztása volt, de később ezt is díszítőelemként alkalmazták.
Ha egy katedrális tetőinek kereszteződésébe épül, neve a francia flèche, mivel főként a francia épületek jellegzetes eleme, de más országok gótikus épületein is megfigyelhető.

## Fordítás
Ez a szócikk részben vagy egészben  a   Guglia című olasz Wikipédia-szócikk ezen változatának fordításán alapul.  Az eredeti cikk szerkesztőit annak laptörténete sorolja fel. Ez a jelzés csupán a megfogalmazás eredetét és a szerzői jogokat jelzi, nem szolgál a cikkben szereplő információk forrásmegjelöléseként.